# Samuel Wilberforce

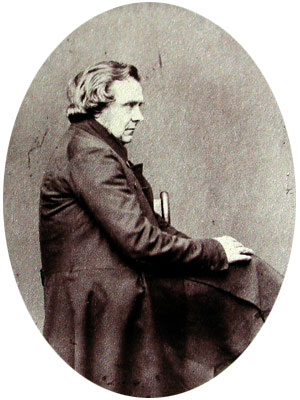
Samuel Wilberforce

Samuel Wilberforce (* 7. September 1805 in Clapham, London; † 19. Juli 1873 in Abinger bei Dorking) war ein anglikanischer Bischof.

## Leben und Wirken
Samuel Wilberforce war der dritte Sohn von William Wilberforce und dessen Frau Barbara (1777–1847). Er studierte ab 1823 am Oriel College in Oxford. Dort erhielt Wilberforce 1826 seinen Abschluss als Baccalaureus Artium und 1829 als Magister Artium. 1828 wurde er ordiniert und heiratete Emily, eine Tochter von Reverend John Sargent (1780–1855). Von 1830 bis 1840 war er Rektor in Brightstone auf der Isle of Wight. 1839 wurde Wilberforce Archidiakon von Surrey und 1841 Kaplan von Prinz Albert. Von 1840 bis 1843 amtierte er als Rektor von Alverstoke (Hampshire).
1845 war Wilberforce Dekan von Westminster und promovierte in Oxford zum Divinitatis Doctor (Doktor der Theologie). Im November 1845 wurde er zum Bischof von Oxford ernannt. Am 18. Dezember 1845 nahm ihn die Royal Society als Mitglied auf.
Am 30. Juni 1860 kam es auf der Jahrestagung der British Association for the Advancement of Science zur sogenannten „Huxley-Wilberforce-Debatte“ über Charles Darwins Schrift Die Entstehung der Arten, bei der Wilberforce sich ein später breit rezipiertes Wortgefecht mit dem Biologen Thomas Henry Huxley lieferte.
Das Amt als Bischof von Oxford übte Wilberforce bis 1869 aus. Anschließend wurde er Bischof von Winchester. Bischof Wilberforce starb, nachdem er bei Dorking von seinem Pferd abgeworfen wurde. Er ist auf dem Friedhof der Kirche in Lavington beerdigt.

## Schriften (Auswahl)

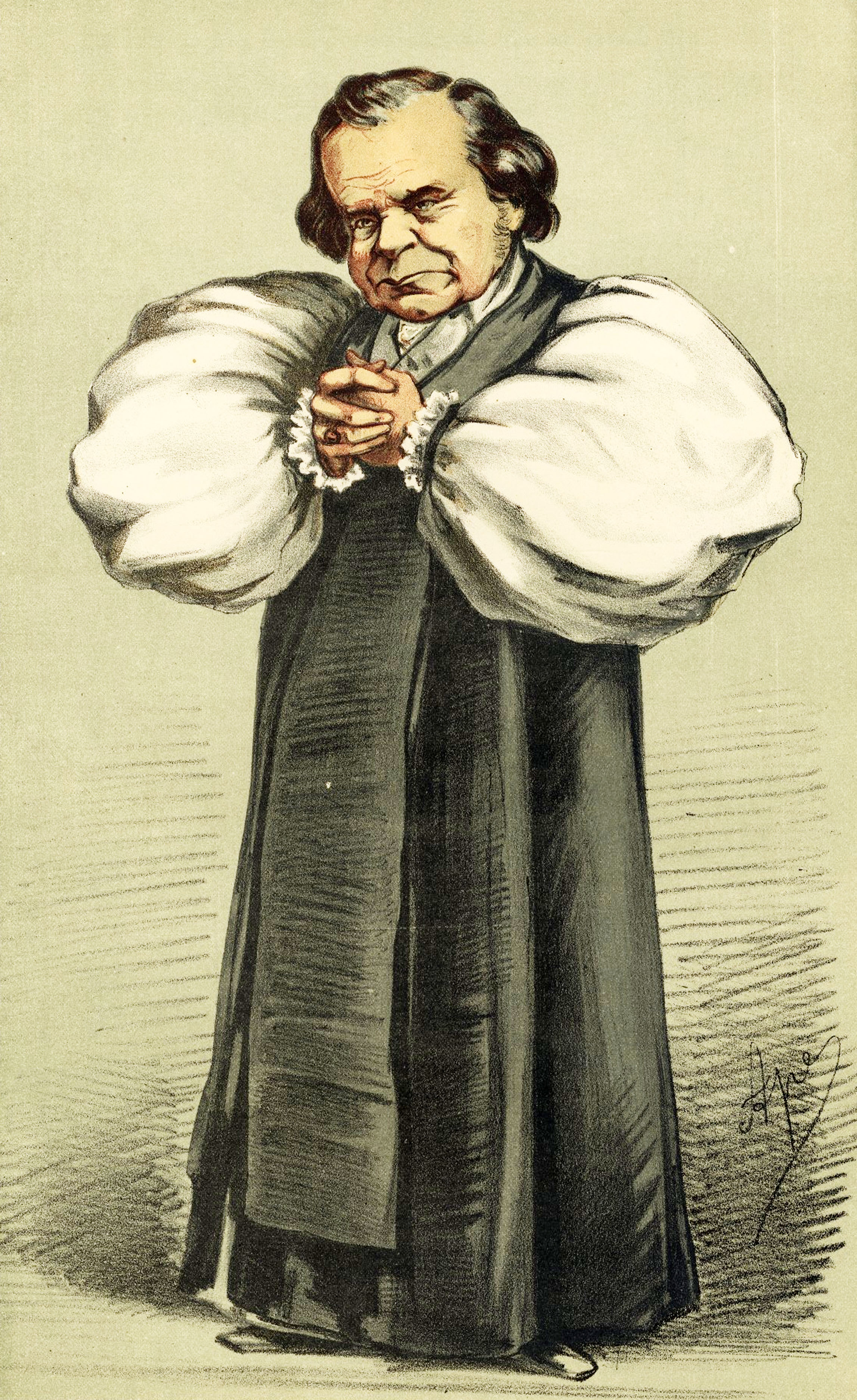
„Not a Brawler“ – Karikatur von Carlo Pellegrini in der Zeitschrift Vanity Fair vom 24. Juli 1869.

- A Selection of Psalms and Hymns for Public Worship. Rivingtons, London 1832; digitalisierte Fassung
- The Note Book of a Contry Clergyman. London 1833; digitalisierte Fassung
- The Apostolical Ministry Its Difficulties, Strength, and Duties; a Sermon Preached in the Church of St. Thomas, Newport, Isle of Wight, Oct. 23, 1833 at the Visitation of Charles Richard, Lord Bishop of Winchester and Published at the Request of the Lord Bishop and Clergy of the Deanery. L.B. Seeley, Surrey 1833
- Journals and letters of the Rev. Henry Martyn, B.D., late fellow of St John's College, Cambridge and chaplain to the honourable East India Company. R. B. Seeley and W. Burnside, London 1837 – 2 Bände; Band 1, Band 2
- The Life of William Wilberforce. Murray, London 1838, 5 Bände – mit Robert Isaac Wilberforce; Band 1, Band 2, Band 3, Band 4, Band 5
- Eucharistica: Meditations and Prayers with selected passages on the most Holy Eucharist from old English Divines. London 1839;
- Agathos, and other Sunday Stories. R. B. Seeley & W. Burnside, London 1840; 5. Auflage 1841
- The Correspondence of William Wilberforce. J. Murray, London 1840, 2 Bände – mit Robert Isaac Wilberforce; Band 1, Band 2
- A Letter to the Right Hon. Henry, Lord Brougham, on the Government-Plan of Education. J. Burns, London 1840
- The Rocky Island and Other Similitudes. J. Burns, London 1841
- A History of the Protestant Episcopal Church in America. J. Burns, London 1844; digitalisierte Fassung
- A Reproof of the American Church. W. Harned, New York 1846; digitalisierte Fassung
- The Shouts and Weeping of a Day of Jubilee: A Sermon Preached in the Abbey Church of St. Peter, Westminster, June 15, 1852, being the Close of the Third Jubilee of the Society for the Propagation of the Gospel in Foreign Parts. George Bell, London 1852
- Heroes of Hebrew History. Strahan & Co, London 1870
- Essays contributed to the Quarterly Review. J. Murray, London 1874, 2 Bände

## Nachweise
- Eminent Persons: Biographies, Reprinted from The Times. MacMillan, London 1892–1897, 6 Bände

## Weiterführende Literatur
- John William Burgon: Lives of twelve good men. Murray, London 1891, S. 242–278 (online).
- Stephen Jay Gould: Soapy Sams Logic. A True Scoundrel but with Redeeming Value. In: Natural History. Band 95, Nummer 4, 1986, S. 16–18.
- J. R. Lucas: Wilberforce and Huxley: A legendary encounter. In: Historical Journal. Band 22, Cambridge University Press 1979, S. 313–330 (online).
- Standish Meacham: Lord Bishop: The Life of Samuel Wilberforce, 1805–1873. Harvard University Press, 1970, ISBN 0-674-53913-3
- R. K. Pugh, J. F. A. Mason (Hrsg.): The letter books of Samuel Wilberforce, 1843–68. Oxford 1970, ISBN 0-902509-00-4
- Martin Schneider: Wilberforce, Samuel. In: Biographisch-Bibliographisches Kirchenlexikon (BBKL). Band 28, Bautz, Nordhausen 2007, ISBN 978-3-88309-413-7, Sp. 1578–1581 (Artikel/Artikelanfang im Internet-Archive).